# Смит-Стэнли, Эдуард, 14-й граф Дерби
Эдуа́рд Джордж Дже́фри Смит-Стэ́нли, 14-й граф Дерби (англ. Edward George Geoffrey Smith-Stanley, 14th Earl of Derby, 29 марта 1799 — 23 октября 1869) — британский государственный деятель,  премьер-министр Великобритании в 1852, 1858—1859 и 1866—1868 годах. До настоящего времени остаётся человеком дольше всех возглавлявшим консервативную партию Великобритании (1848—1868 годы). Несмотря на то, что он был премьер-министром три раза (всего четыре человека, включая графа Дерби, возглавляли кабинет три и более раз), общий срок, в течение которого он был руководителем правительства, составлял около 4-х лет — меньше сроков правления многих премьер-министров, выбиравшихся однократно.

## Биография
Будущий лидер консерваторов родился в семье Эдуарда Смит-Стэнли, 13-го графа Дерби, и Шарлотты Маргарет Торнби. Образование Эдуард Стэнли начал в Итонском колледже, затем он окончил оксфордский колледж Крайст Чёрч. Политическую карьеру он начинал в партии вигов и был выбран от неё членом Палаты общин в 1820 году. После того как виги в 1830 году вновь были допущены к формированию правительства, занял пост Секретаря по ирландским вопросам в правительстве Чарльза Грея. В 1833 году Стэнли был перемещён на более значимый пост министра по военным и колониальным делам. Будучи по убеждениям весьма консервативным вигом, Эдуард Смит-Стэнли покинул партию и вышел из состава правительства в 1834 году, после принятия акта о разгосударствлении Церкви Ирландии.
Уйдя из партии вигов, Стэнли сформировал политическую группу своего имени, которая характеризовалась взглядами, находящимися между радикальным подходом вигов и консервативными воззрениями тори. Однако опубликование Робертом Пилом «Тамвортского манифеста» выявило, что позиции группы Эдуарда Смит-Стэнли и Пила весьма близки. Постепенно группа Стэнли влилась в консервативную партию, в результате чего многие её члены стали министрами во втором правительстве Пила 1841 года, в том числе и Стэнли, вновь получивший пост Министра по вопросам войны и колоний. В 1844 году его отец подписывает Заявление об акселерации (англ. Writ of Acceleration) Эдуарда Стэнли, что делает его членом Палаты лордов. В 1845 году разногласия с Пилом по поводу т. н. «Хлебных законов» заставили Стэнли покинуть и это правительство. Однако, в этот раз его уход вызвал раскол в партии, к Эдуарду Смит-Стэнли присоединилась значительная часть консерваторов (среди которых был и Дизраэли).
В 1852 году в результате кризиса вигского кабинета Рассела, Эдуард Смит-Стэнли, ставший после смерти отца (1851) графом Дерби, формирует своё правительство меньшинства, которое отличалось достаточно большим количеством новых политических фигур. В этом правительстве Бенджамин Дизраэли занимает пост Канцлера казначейства. В течение своего первого срока основным направлением деятельности графа Дерби было сглаживание внешнеполитических проблем. Тем не менее, этому кабинету Дерби—Дизраэли не удалось набрать необходимое большинство в парламенте, и в декабре этого же года он был смещён пилитско—вигской коалицией, возглавляемой графом Абердином.
1858 год дал Дерби шанс сформировать очередное правительство меньшинства вновь с Дизраэли в качестве Канцлера. Ключевым событием этого срока стало установление прямого контроля Великобритании над индийскими колониями, вследствие передачи государству всех прав
Британской Ост-Индской компании. Однако и этот кабинет просуществовал чуть более года.
В 1866 году граф Дерби формирует своё третье и последнее правительство, основным результатом деятельности которого был Акт 1867 года, значительно расширивший избирательные права подданных Великобритании. В начале 1868 года Эдуард Смит-Стэнли удалился от дел, оставив в качестве преемника Дизраэли.
В честь него были названы город Порт-Стэнли на Фолклендских островах, а также город Стэнли в Тасмании.